# Tori Anderson
Victoria (Tori) Anderson (Edmonton, 29 december 1988) is een Canadees actrice.

## Biografie
Anderson haalde haar highschooldiploma aan de Frances Kelsey Secondary School in Mill Bay (plaats op Vancouvereiland). Hierna studeerde zij af in schone kunsten aan de York University in Toronto, en in 2011 studeerde zij met cum laude in acteren.
Anderson begon in 2002 met acteren in de televisieserie The Twilight Zone, waarna zij nog meerdere rollen speelde in televisieseries en films.

## Filmografie

### Films
Uitgezonderd korte films.
- 2022: Campfire Christmas - als Peyton
- 2022: A Bridesmaid in Love - als Cate James
- 2021: The Secret Sauce - als Laura Glickman
- 2021: A Chance for Christmas - als Christina A. Chance
- 2021: You May Kiss the Bridesmaid - als Scarlett Bailey
- 2020: Spotlight on Christmas - als Olivia O'Hara
- 2019: Love Under the Olive Tree - als Nicole Cabella
- 2018: Return to Christmas Creek - als Amelia Hughes
- 2014: Killing Daddy - als Laura Ross
- 2013: Blink - als Rachel
- 2006: To Have and to Hold - als Erica
- 2006: The Mermaid Chair - als Dee Sullivan
- 2004: Cable Beach - als moeder van Ben

### Televisieseries
Uitgezonderd eenmalige gastrollen.
- 2021-2024: NCIS: Hawaiʻi - als Kate Whistler - 44 afl.
- 2017-2020: Blindspot - als Blake Crawford - 13 afl.
- 2018: Caught - als Ada Nicholson - 5 afl.
- 2016-2017: No Tomorrow - als Evie Covington - 13 afl.
- 2016: Killjoys - als Sabine - 4 afl.
- 2016: The Other Kingdom - als Queen Titania - 10 afl.
- 2015: MsLabelled - als Drew - 19 afl.
- 2015: Open Heart - als dr. London Blake - 12 afl.
- 2012: The L.A. Complex - als Charlotte Lake - 6 afl.
- 2012: Murdoch Mysteries - als Lucille Messing - 2 afl.